# آرمن آشوتیان
آرمن گئورگی آشوتیان (ارمنی: Արմեն Գևորգի Աշոտյան; زاده ۲۵ ژوئیه ۱۹۷۵) یک سیاستمدار اهل ارمنستان است که از تاریخ ۱۲ مه ۲۰۰۹ تا تاریخ ۲۴ فوریه ۲۰۱۶ در دولت تیگران سارگسیان و دولت هوویک آبراهامیان سمت وزیر آموزش و پرورش ارمنستان را برعهده داشت. آشوتیان همچنین نماینده دوره‌های سوم، چهارم و ششم مجلس ملی جمهوری ارمنستان بوده‌است.

## زندگی‌نامه
در ۲۵ ژوئیهٔ ۱۹۷۵ در ایروان به دنیا آمد و از دانشگاه پزشکی دولتی ایروان فارغ‌التحصیل شد. وی همچنین برنده مدال موسس خورناتسی و مدال گارگین نژده شده‌است.

## نگارخانه

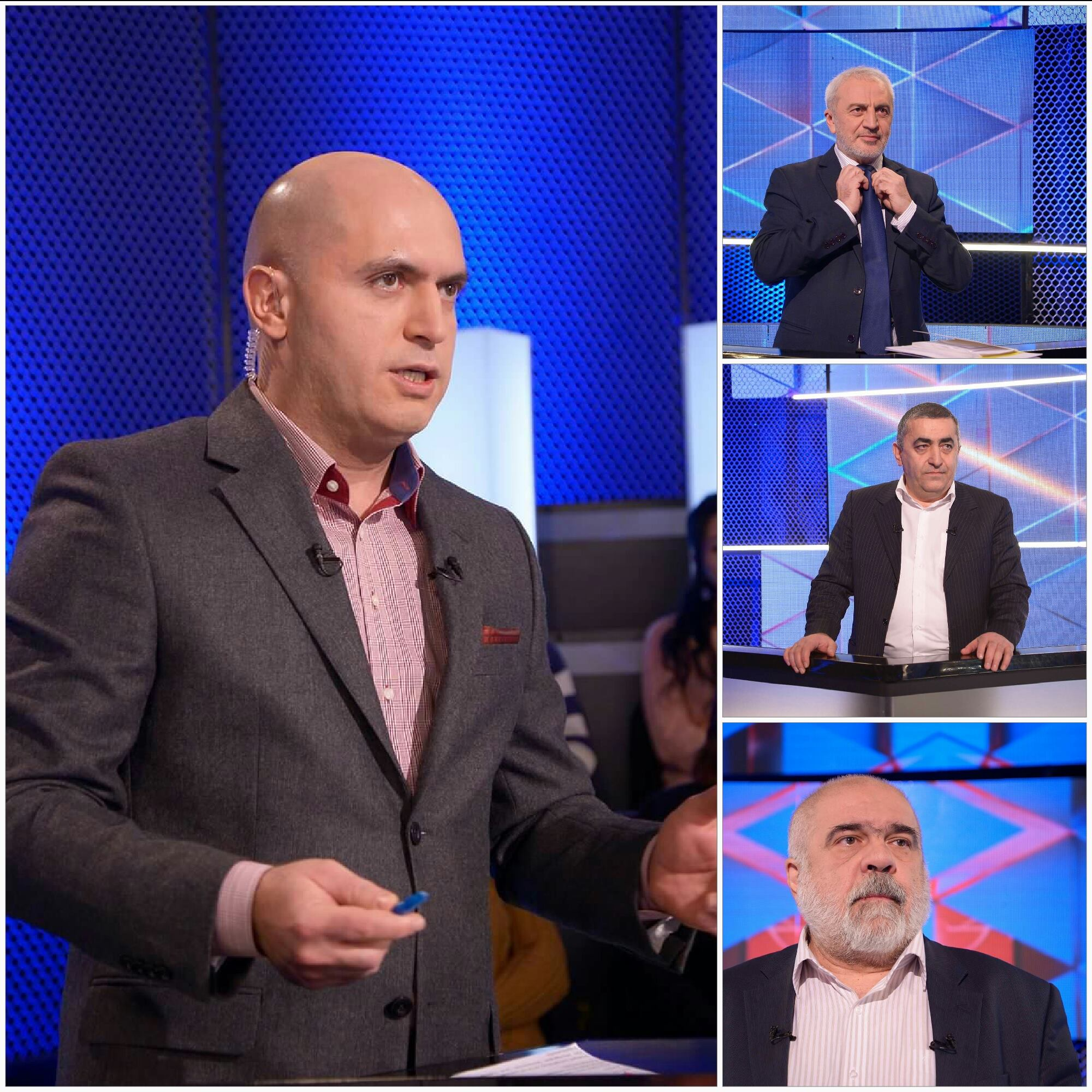